# Чајничка Красница
Богородица Красница је православна чудотворна икона која се чува у манастиру Успења Пресвете Богородице у Чајничу. Икона Мајке Божије је рад на дрвету, а насликао је Свети апостол и јеванђелиста Лука.

## Историја
По црквеном и народном предању икона је једна од три слична дјела Светог јеванђелисте Луке. Једна се чува у Јерусалиму, друга у Хиландару, а трећа у Чајничу. Из Јерусалима је донио у српску земљу краљ Милутин, који је тада био на поклоњењу у Јерусалиму. Краљ је саградио манастир тамошњим монасима, а од њих је за узврат добио ову чудотворну икону. Од тада икона борави на двору Немањића. После чудесног исцјељења цара Уроша у знак захвалности даровао је манастиру Бањи код Прибоја.
Када је Синан паша кренуо у свој поход 1594. године, спалио је тада и манастир Бању, а чудотворну икону од ватре је спасао побожни човјек из околине Рудог. Тада је икону однио у Чајниче. По народном предању, човјек који је спасао икону заспао је пред чајничком црквом са иконом у наручју чекајући свештеника да отвори цркву. Када се пробудио у раним јутарњим часовима видио је да иконе нема у наручју. У паници је отрчао до свештеника пробудивши га и саопштивши му да је икона нестала. Отворивши цркву видјели су да се икона налази на трону. Схватили су то као знак са неба да икона ту треба да и остане.
После обнављања манастира Бање 1867. године, рашириле су се вијести да ће се икона вратити у Бању. Тада се yзбyнyло становништво Чајнича, па сy и орyжјем хтјели то да спрјече. Оков иконе урадио је чувени сарајевски кyjyнџија Ристо Андрић 1868. године. Он је да би се сав посветио послу затворио своју радњу и три године радио на ремек дјелу, гдје је утошио 17 килограм злата и сребра.
У Другом свјетском рату, Чајничани су из цркве изнјели све књиге и икону. У току рата Италијани су хтјели узети икону, па су тако организовали и потраге за њом. Чувајући икону у шуми чуварима је престало снабдјевање, па им је понестало воде; тада је један од њих рекао, да хоће барем мало из овог камена воде потећи да се могу напити. По казивању вода је потекла. Године 1943. усташе су обиле и опљачкале цркву, а Срби су тада спасили икону тако што су је сакрили у кући Милке Спремо. После одласка усташа, осам људи је пренијело икону y цркву села Стречње. Из Стречање је икона премјештена y једну пећину, ради сигурности. Из пећине је даље пренесена y село Слатина код Фоче и смјештена y тамошњу цркву, a одатле y село Трпиње, гдје је икона била до краја рата. После рата, народ је вратио чудотворну икону у Чајниче.

## Одлике
Икона је сликана на дрвеној плочи са обје стране. Она је литијска икона, насликана од стране апостола Луке или неког од иконописца до 4. вијека нове ере. Димензија је 107х73 центиметра. Са предње стране је насликана Богородица са Христом на руци, a на полеђини је Свети Јован Крститељ, који десном руком благосиља. Иконографска особеност чајничке Богородице се огледа у томе што Богородица држи Христа на десној, а не на лијевој руци, а то се повезује са легендом по којој је апостол Лука сликао икону док му је позирала сама Богородица. Ликови на икони су тамни од пожара. Оков је радио познати куjунџија, Ристо Андрић 1868 године.

## Чудотворна икона
Чајничка Красница је православна чудотворна светиња, која је надалеко чувена и то не само међу православнима, већ и међу припадницима других религија. Пред Красницом су се дешавала многа чуда, исцјељења, па ову светињу сматрају једном од највећих у православном народу, a највећом у Републици Српској. Свети владика Николај Велимировић сматрао је да је Чудотворна икона Богородице, највећа светиња на Балкану, послије Острога. Бројна чуда која су се десила пред иконом Мајке Божије записао је прота Јован Јовановић, који је у Чајничу службовао 50 година.

### Молитва
Пресвета Богородице, дародарилице, спаси нас.
Тебе славимо, Дародарилицу, која си чудесима многим прославила Сина својега и себе, Дјево Богомати; освети нас славом твојом неизреченом, Дародарилице, и спаси душе наше.
Чајниче се радује теби, Богорадована, као драгоценој ризници небеских дарова; обдари и нас милошћу својом, Дародарилице, и испроси нам благодат Духа Светога што истином просвећује и освећује душе наше.
Дарове дарујеш свакоме ко име твоје са вером и надом спомиње, и свакоме ко се пред лик твојим чудотворним моли: слепима вид, раслабљенима снагу, бездетнима потомство, тужнима утеху покајницима очишћење. Стога те у љубави прослављамо, Дародарилице, и под твоју заштиту душе наше стављамо.

Небеска славо и Чајничка похвало, радуј се! Из твога дјевичанског тела засијала је радост свему свету; нека и из твоје чудесне иконе сија радост свима нама, који се теби вазда радујемо и из дубине душе кличемо: Радуј се, Зоро нашега спасења, радуј се, Дародарилице, обрадуј нас сваким добром. Амин.